# Bezzia vittata
Bezzia vittata är en tvåvingeart som beskrevs av Tokunaga 1966. Bezzia vittata ingår i släktet Bezzia och familjen svidknott. Inga underarter finns listade i Catalogue of Life.